# Creatonotos marginalis
Creatonotos marginalis là một loài bướm đêm thuộc phân họ Arctiinae, họ Erebidae.